# USS Dwight D. Eisenhower (CVN-69)
USS Dwight D. Eisenhower (CVN-69) – amerykański lotniskowiec z napędem atomowym, drugi okręt typu Nimitz. Służy w Marynarce Wojennej Stanów Zjednoczonych od 1977. Nazwany na cześć prezydenta Dwighta Eisenhowera. Portem macierzystym okrętu jest obecnie Norfolk.
Stępkę pod okręt położono 15 sierpnia 1970. Okręt został zwodowany 11 października 1975 i wszedł do służby 18 października 1977.
W latach 2001–2005 okręt przeszedł operację wymiany paliwa jądrowego i głęboki remont (Refueling Complex Overhaul, RCOH). Dzięki tej modernizacji będzie mógł służyć co najmniej do 2025.

## Stan obecny
W pierwszej połowie 2008 okręt przeszedł sześciomiesięczny remont (tzw. Planned Incremental Availability lub PIA).